# 清水河 (北京市)
清水河是北京地区的一条河流，永定河的支流。
位于门头沟区境内。两个源头分别为东灵山和百花山，在塔河口处交汇。先后流经清水镇、斋堂镇，在青白口汇入永定河。全长48公里，流域面积538.65平方公里。1974年建成蓄水5840万立方米的斋堂水库。